# Hyphoraia
Hyphoraia is een geslacht van vlinders uit de familie van de spinneruilen (Erebidae) en de onderfamilie Arctiinae.

## Soorten
- Hyphoraia aulica (Linnaeus, 1758)
- Hyphoraia dejeani (Godart, 1822)
- Hyphoraia testudinaria (Geoffroy in Fourcroy, 1785)